# Обсерваторія Каподімонте
40°51′46″ пн. ш. 14°15′18″ сх. д. / 40.86286111° пн. ш. 14.25505556° сх. д.

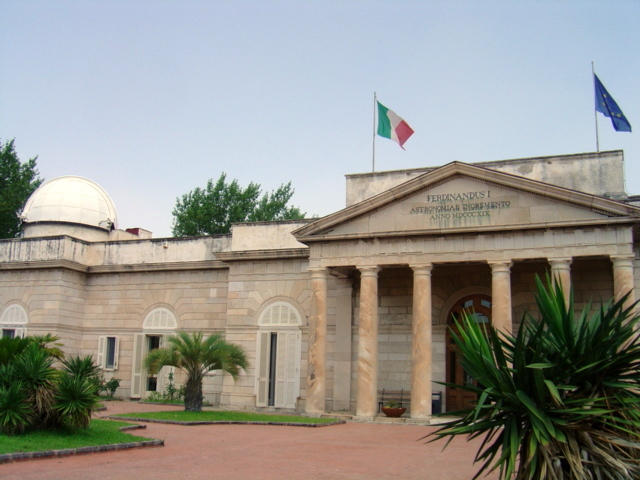
Обсерваторія Каподімонте

Обсерваторія Каподімонте (італ. Osservatorio astronomico di Capodimonte) — астрономічна обсерваторія, заснована в 1812 році в місті Неаполь, Італія. Входить до складу Національного астрофізичного інституту.

## Історія
Астрономічна обсерваторія в Неаполі була заснована Жозефом Бонапартом указом від 29 січня 1807 року в стародавньому монастирі Сан-Гаудіозо в Капонаполі. Першим директором обсерваторії став астроном Джузеппе Касселла. З приходом Йоахіма Мюрата на неаполітанський трон астроном Федеріго Зуккарі домігся від нового короля наказу побудувати нову будівлю монументальних форм. 8 березня 1812 року Мюрат схвалив цю ініціативу, а 4 листопада на урочистій церемонії під головуванням міністра Джузеппе Зурло було закладено перший камінь у фундамент нової обсерваторії.
Для будівництва астрономічної обсерваторії був обраний пагорб Мірадуа неподалік від палацу Каподімонте в Неаполі, який отримав свою назву від вілли XVI століття маркіза Мірадуа. Проєкт було доручено архітектору Стефано Гассе, який створив грандіозну і монументальну будівлю в стилі неокласицизму. Роботи завершилися в 1819 році, під наглядом астронома Джузеппе Піацці та архітектора П'єтро Б'янкі, коли на трон вже повернувся Фердинанд I. Увечері 17 грудня 1819 року Піацці провів перше спостереження з нової обсерваторії, спостерігаючи зорю α Кассіопеї.
В XIX столітті астрономи обсерваторії Каподімонте займались позиційною астрономією та типовими для того часу практичними задачами, такими як вимірювання та регулювання цивільного часу та метеорологічні дослідження. Лише під керівництвом Азельо Бемпорада в 1912—1932 роках обсерваторія почала цікавитися астрофізикою.
У 2012 році була випущена поштова марка на честь 200-річчя заснування обсерваторії Каподімонте. Також у 2012 році обсерваторія Каподімонте спільно з Європейською південною обсерваторією створила оглядовий телескоп Дуже великого телескопа діаметром 2,6 м — перший телескоп такого розміру, розроблений та побудований в Італії.

## Відділи обсерваторії
- Лабораторія фізики Сонця
- Лабораторії космічної фізики і планетології
- Лабораторія фізики зір
- Лабораторія фізики галактик і космології
- Лабораторія технологій наземних спостережень
- Лабораторії космічних технологій спостережень
- Музей астрономічних інструментів
- Планетарій

## Напрями досліджень
- Сонце
- Малі тіла Сонячної системи
- Зірки
- Міжзоряне середовище
- Галактики
- Космологія

## Директори
- 1791—1808 — Джузеппе Касселла[it]
- 1809—1810 — Фердінандо Мессія де Прадо[it]
- 1811—1817 — Федеріго Зукарі[it]
- 1817—1833 — Карло Бріоскі[it]
- 1833—1850 — Ернесто Капоччі ді Бельмонте[it]
- 1850—1855 — Леопольдо Дель Ре (тимчасовий)
- 1855—1860 — Леопольдо Дель Ре
- 1860—1864 — Ернесто Капоччі ді Бельмонте[it]
- 1864—1889 — Аннібале де Гаспаріс
- 1889—1909 — Емануеле Фергола[it]
- 1910—1912 — Франческо Контаріно[it]
- 1912—1932 — Азельо Бемпорад[it]
- 1932—1948 — Луїджі Карнера[it]
- 1948—1953 — Аттіліо Колачевич[it]
- 1953—1955 — Тит Ніколіні
- 1955—1957 — Массімо Кіміно[it]
- 1957—1969 — Тіто Ніколіні
- 1969—1992 — Маріо Рігутті[it]
- 1993—2005 — Массімо Капаччолі
- 2005—2010 — Луїджі Коланжело
- 2010—2017 — Массімо Делла Валле[it]
- 2018—2023 — Марчелла Марконі
- Від 2024 — П'єтро Скіпані

## Основні досягнення
- Відкриття астероїда 10 Гігея і ще 8 Астроїдів відкритих директором обсерваторії (1864 — 1889) Аннібале де Гаспарісом
- Відкриття екзопланети V391 Pegasi b[en]